# Козлов, Корнил Данилович
Корнил Данилович Козло́в  (1892, Нерчинский уезд, Забайкальская область — май 1919, Большой Зерентуй, Нерчинско-Заводский уезд, Забайкальская область) — красный казак, красногвардеец, командир 4-го кавалерийского партизанского полка, участник Первой мировой войны и Гражданской Войны.
Казак станицы Кулаковской Забайкальского казачьего войска. Во время Революции и Гражданской войны: казак 3-й сотни 1-го Аргунского полка Забайкальского казачьего войска, выборный командир 3-й сотни 1-го Аргунского полка Забайкальского казачьего войска (1917—1918), член подпольной группы И. Д. Музгина.
Убит в бою у села Большой Зерентуй.

## Память
В селе Большой Зерентуй охраняется могила Козлова, его именем названа главная улица села.